# 丰塔纳 (堪萨斯州)
丰塔纳（英語：Fontana）是一個位於美國堪薩斯州邁阿密縣的城市。

## 地方資料
根據2020年美國人口普查的數據，丰塔纳的面積為2.17平方千米，當中陸地面積為2.17平方千米，而水域面積為0.00平方千米。當地共有人口210人，而人口密度為每平方千米96.77人。